# Budžak

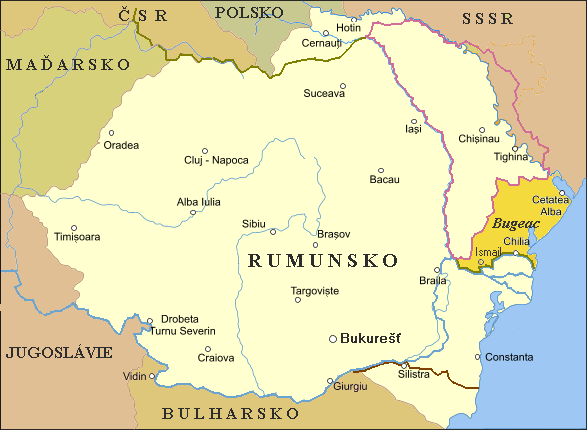
Budžak jako součást meziválečného Rumunska (1918 - 1940).

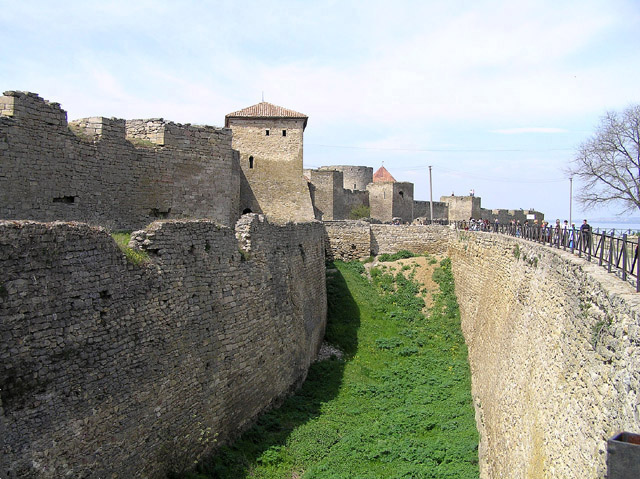
Pevnost Akkerman (dnes město Bilhorod-Dnistrovskyj).

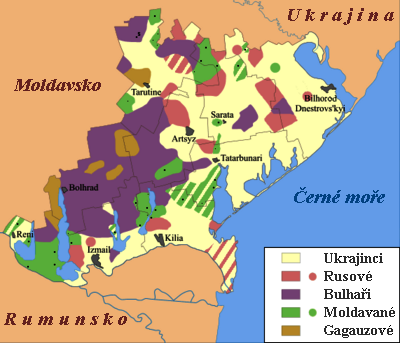
Národnostní mapka Budžaku.

Budžak (ukrajinsky, rusky a bulharsky Буджак, rumunsky Bugeac, turecky bucak) je multietnické historické území tvořící jižní část Besarábie (jihovýchodně od Moldávie). Dnes je součástí Ukrajiny a spadá pod Oděskou oblast. Na jihu je ohraničen Dunajem, na východě pobřežím Černého moře, na severovýchodě Dněstrem, na severozápadě současným Moldavskem; někdy jsou však k Budžaku počítány i přilehlé okresy Moldavska, tzv. Gagauzsko. Od Oděsy a zbytku Ukrajiny jej dělí Dněsterský liman.
Název pochází z tureckého slova bucak [budžak] (trojúhelník, kout), což naznačovalo tvar území vymezeného pevnostmi Izmajil, Akkerman a Bender.

## Dějiny
Ve starověku zde sídlili Skythové a Dákové; současně řečtí kolonisté zakládali přístavní města na černomořském pobřeží. V 1. století pronikli do oblasti Římané. Ve středověku byl Budžak „tranzitním“ územím: střídavě se zde usadili Avaři (558–567), Slované (okolo r. 600), Volžští Bulhaři (chán Asparuch, 679), Maďaři (9. století), Pečeněhové (11. století), Polovci (12. století).
V letech 1367–1484 náležel Budžak Moldavskému knížectví, za Štěpána III. Velikého však byla dobyta Osmanskou říší; tehdy byly přestavěny pevnosti Akkerman a Bender a založena pevnost Izmajil. Osmané sem přinesli islámské náboženství, které se tu jako menšinové drží dodnes (viz článek Islám na Ukrajině).
V 7. rusko-turecké válce (1806–1812) získali Rusové celou Besarábii (tj. až k řece Prut) včetně Budžaku. Po 1. světové válce byla celá Besarábie součástí tzv. Velkého Rumunska (1920–1940). Pakt Molotov–Ribbentrop však přiřkl Besarábii s Budžakem Sovětům, čímž opět rozdělil Moldávii vpůli, kterýžto stav trvá dodnes; i Besarábie je dnes rozdělena mezi Moldavsko (většina) a Ukrajinu (Budžak a malý pás v Černovické oblasti). SSSR roku 1940 ustavil efemérní Akkermanskou oblast, která ještě téhož roku přesídlila do Izmajilu (Izmajilská oblast, 1940–1954). Po jejím zrušení bylo území začleněno do Oděské oblasti a od r. 1991 je součástí Ukrajiny.

## Obyvatelstvo
Jak dějinný nástin dává tušit, Budžak se vždy vyznačoval etnickou různorodostí. V roce 2001 žilo v Budžaku 617 200 osob, z toho 248 000 (40,2 %) Ukrajinců, 129 000 (21 %) Besarabských Bulharů, 124 500 (20 %) Rusů, 78 300 (12,7 %) Moldavanů / Rumunů) a 24 700 (4 %) Gagauzů. Nejvíce Bulharů a Gagauzů žije v Bolhradském rajónu, Moldavané mají převahu v Renském rajónu; ve městě Izmajil převažují Rusové, zatímco v Bilhorodu Ukrajinci.